# Alto da Boa Vista
L'Alto da Boa Vista est un quartier de la ville de Rio de Janeiro, au Brésil. Il abrite le célèbre Christ Rédempteur. Il est habité par des gens à revenu élevé. Le quartier se situe sur le dessus du Macico da Tijuca, une chaîne de montagnes et de collines où est aussi installé le parc national de la Tijuca, et qui divise la ville en Nord, Sud, Ouest et zones centrales. Il a également comme lieux d'intérêt, la Gávea Pequena la « Petite Gávea » (résidence officielle du maire de la ville) et la Vista Chinesa.
On enregistre les températures les plus basses de la ville de Rio de Janeiro, à tous les moments de l'année. Son climat doux par rapport au reste de la ville, est en raison à la fois du fait d'être situé à une altitude moyenne de trois cents mètres, et du fait d'être totalement entouré par la Forêt atlantique.

## Histoire et caractéristiques
Dans la première moitié du XIXe siècle il y avait beaucoup de fermes de plantation de café, sur la forme de grandes exploitations. Ces plantations ont provoqué la déforestation et la dévastation de ses collines. Plus tard, à l'époque de Dom Pedro II, vers 1857, un ministre de l'Empire a créé un décret d'expropriation des terres, où des milliers d'espèces autochtones ont été replantés. La replantation de la forêt a été soutenue par le major Manuel Gomes Archer, nommé par l'empereur pour satisfaire cette mission immense. Ce fut le premier grand projet écologique à un moment où cette question n'était pas encore un enjeu mondial. Dans la seconde moitié du XIXe siècle, pendant la deuxième règne, il y avait beaucoup de maisons d'étrangers, en raison du climat plus doux, et de l'écart du centre-ville où les épidémies se produisaient fréquemment. Depuis le début du XIXe siècle, le quartier a été demandé par ceux qui préféraient un endroit avec un climat doux, et loin de l'agitation de la ville.
Aujourd'hui le quartier est le site de nombreuses grandes maisons et hôtels particuliers. Contrairement à certains quartiers de la ville dont les attractions sont les plages, l'Alto da Boa Vista introduit un autre type de attrayant. Situé dans les montagnes d'une région de végétation dense, l'ambiance est tout à fait différente. Le site est entouré de beaux paysages, de forêts et aussi de belles vues de la côte et du secteur riverain. Font partie du quartier: des beaux paysages, des petites rivières et des chutes d'eau pittoresques.

## Apogée et décadence
Parmi les plus illustres habitants du quartier dans la seconde moitié du XIXe siècle, on peut citer le romancier José de Alencar, l'un des plus grands propagandistes du quartier. Parmi les étrangers qui y vivaient, le peintre Nikolay A. Taunay et sa famille, qui vivait dans une modeste maison près de la petite cascade. Au XXe siècle, de nombreuses maisons et hôtels particuliers ont été bâtis, et dans les années 1960 et 1970 la demande du quartier a atteint un sommet. Outre la classe moyenne supérieure, de nombreux magnats y résidaient.
Dans les deux dernières décennies du XXe siècle, le quartier a subi un certain recul. Certains résidents fortunés et héritiers ne pouvaient plus se permettre le luxe d'une autre époque, et ont mis beaucoup de demeures à vendre. Plusieurs maisons ont été transformées en entreprises, et louées pour des mariages et des événements sociaux. L'insécurité des deux dernières décennies a aussi surpris une partie de ses habitants, ce qui demandait un régime de sécurité coûteux et parfois inefficace. L'émergence de nouveaux quartiers à proximité, comme la Barra da Tijuca a inspiré un style de vie différent pour les nouvelles générations, et a aussi contribué à vider en partie ce quartier. Enfin, des occupations irrégulières, communément appelés favelas, ont également contribué à une dévaluation des propriétés et à une perte de prestige du quartier par les plus riches.

## Galerie

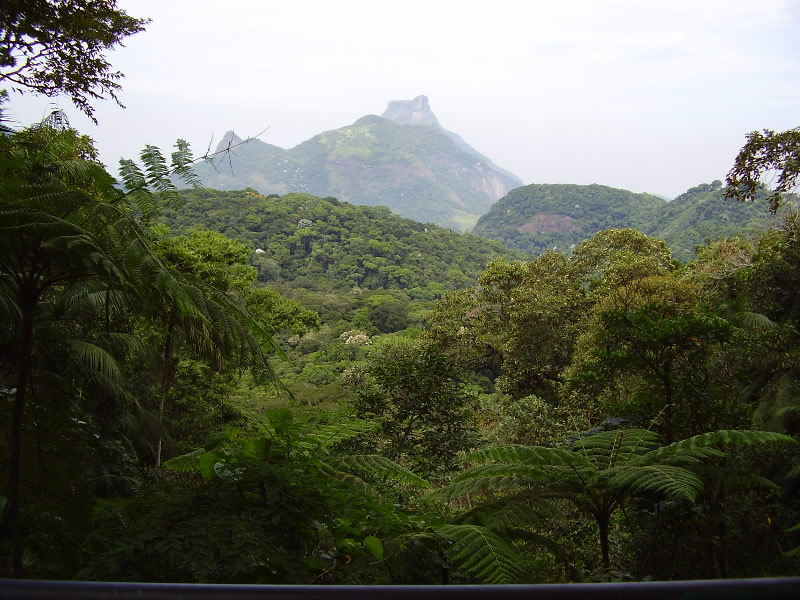
Vue du parc national de la Tijuca, qui occupe une partie du quartier.
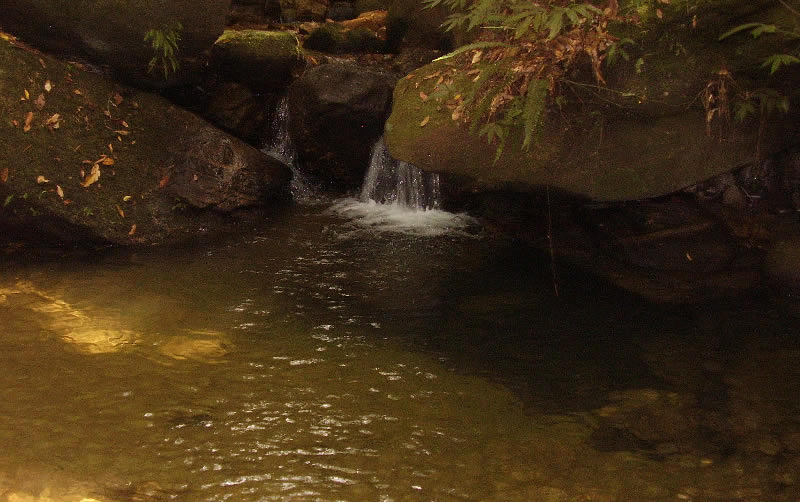
Font partie du quartier de beaux paysages, des petites rivières et des chutes d'eau.
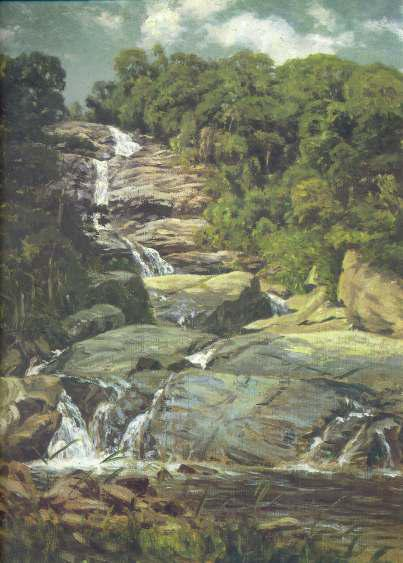
Une vue du quartier au XIXe siècle.
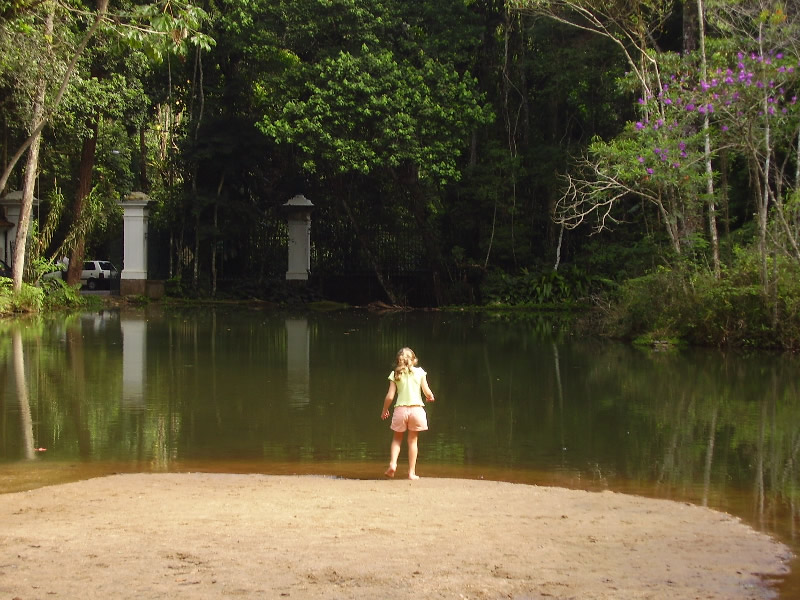
Le Açude da Solidão, dans la forêt de Tijuca.
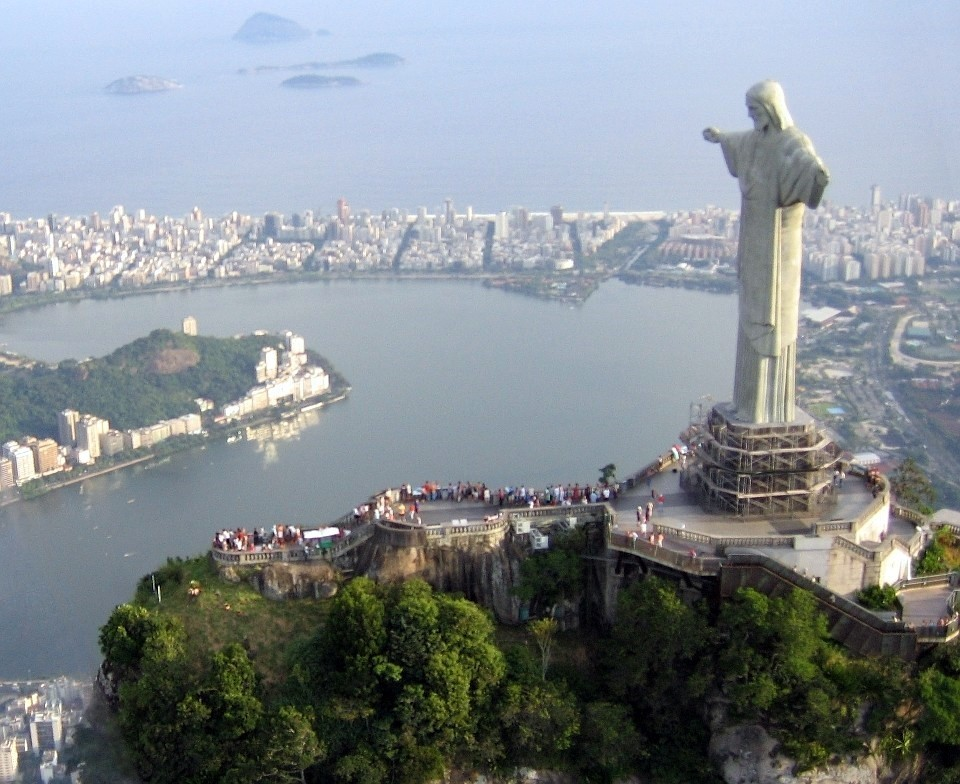
Le Corcovado.